# The Professional 2
| Recensione | Giudizio |
| ---------- | -------- |
| AllMusic   | [ 1 ]    |

The Professional 2 è il secondo album del produttore hip hop statunitense DJ Clue?, pubblicato nel 2001 da Roc-A-Fella e Desert Storm. Buon successo commerciale, nel 2001 la RIAA lo certifica disco d'oro. Tra gli ospiti, Mary J. Blige, Foxy Brown, Nas, Jay-Z, The LOX, Bad Meets Evil, Raekwon, Ghostface Killah, Method Man, Snoop Dogg, Lil' Kim e Mobb Deep.

## Tracce
1. Intro (featuring Diddy) – 0:54
2. Back 2 Life 2001 (featuring Jadakiss & Mary J. Blige) – 3:30 – DJ Clue, DURO
3. Jay-Z Freestyle – 2:42 – DJ Clue, DURO
4. Who's Next (X-Clue-Sive) (featuring DMX) – 3:25 – X-Treme
5. Coming for You (featuring Beanie Sigel & Freeway) – 4:02 – Big Demi
6. Fantastic Four, Pt. 2 (featuring the LOX, Cam'ron, Nature & Fabolous) – 4:41 – DJ Clue, DURO
7. Getting It (featuring Busta Rhymes & Rah Digga) – 4:14 – Rockwilder
8. Cream 2001 (featuring Raekwon & Ghostface Killah) – 3:40 – Rick Rock
9. What the Beat (featuring Bad Meets Evil & Method Man) – 3:04 – DJ Clue, DURO
10. Interlude (featuring Lil' Mo) – 1:08
11. Fuck a Bitch (featuring Snoop Dogg & Kurupt) – 3:05 – DJ Clue, DURO
12. Change the Game (Remix featuring Jay-Z, tha Dogg Pound, Beanie Sigel & Memphis Bleek) – 4:51 – Rick Rock
13. My Niggaz Dem (featuring Trick Daddy & Trina) – 3:30 – Righteous Funk Boogie
14. Live from the Bridge (featuring Nas) – 2:46 – DJ Clue, DURO
15. So Hot (featuring Foxy Brown) – 3:37 – DJ Clue, DURO
16. Chinatown (featuring Lil' Kim, Lil' Cease & Junior M.A.F.I.A.) – 3:28 – Shuga Bear
17. Bathgate Freestyle – 0:56 – DJ Clue, DURO
18. M.A.R.C.Y. (featuring Memphis Bleek & Geda K) – 3:11 – Just Blaze
19. I Don't Care (featuring Capone-N-Noreaga) – 3:52 – DJ Clue, DURO
20. The Best of Queens (It's Us) (featuring Mobb Deep) – 3:33 – Rashad Smith
21. RED (featuring Redman) – 2:46 – DJ Twinz
22. Dangerous (featuring Paul Cain & Lady Luck) – 3:12 – DJ Clue, DURO
23. Phone Patch (featuring Ty Shaun) – 1:16 – DJ Clue, DURO

## Classifiche settimanali
| Classifica (2001)         | Posizione massima |
| ------------------------- | ----------------- |
| Canada                    | 16                |
| Stati Uniti               | 3                 |
| US Top R&B/Hip-Hop Albums | 1                 |